# Spirostreptus cephalotes
Spirostreptus cephalotes är en mångfotingart som beskrevs av Voges 1878. Spirostreptus cephalotes ingår i släktet Spirostreptus och familjen Spirostreptidae. Inga underarter finns listade i Catalogue of Life.